# Michaił Ippolitow-Iwanow
Michaił Michajłowicz Ippolitow-Iwanow (ros. Михаил Михайлович Ипполитов-Иванов) (ur. 7 listopada?/19 listopada 1859 w Gatczynie koło Petersburga, zm. 28 stycznia 1935 w Moskwie) – rosyjski kompozytor i dyrygent.

## Życiorys
Urodził się w rodzinie rzemieślnika Michaiła Iwanowa. W roku 1881 dodał do swojego nazwiska nazwisko panieńskie matki, by odróżnić się od innego kompozytora noszącego także te same imiona i popularne nazwisko Iwanow. W latach 1872–1875 był członkiem chóru chłopięcego petersburskiego soboru św. Izaaka. W roku 1875 rozpoczął studium kompozycji w Konserwatorium Petersburskim u Nikołaja Rimskiego-Korsakowa, które ukończył pomyślne w roku 1882. W tym samym roku został dyrektorem szkoły muzycznej w Tbilisi, którą wkrótce przekształcił w konserwatorium. W roku 1893 został powołany na profesora Konserwatorium Moskiewskiego. W latach 1905–1922 pełnił funkcję dyrektora tej uczelni. W roku 1925 został dyrygentem teatru operowego Bolszoj. Zajmował się też muzykologią, m.in. gruzińskimi pieśniami ludowymi. Do jego uczniów zaliczał się m.in. Reinhold Glière.

## Twórczość
W twórczości Ippolitowa-Iwanowa widoczny jest wpływ Nikołaja Rimskiego-Korsakowa. Oprócz melodii folkloru rosyjskiego można zauważyć wpływ muzyki ludowej Gruzji – skutek jedenastoletniego pobytu w Tbilisi. Ippolitow-Iwanow pozostał niechętny awangardowym kierunkom w muzyce, nie sprzeciwiał się wymaganiom realizmu socjalistycznego. Oprócz dwóch symfonii, sześciu oper i kilku utworów kameralnych stworzył wiele popularnych utworów symfonicznych, przeważnie stanowiących opracowania melodii ludowych z różnych regionów ZSRR.

## Ważniejsze kompozycje
(na podstawie materiałów źródłowych  }
- Suity symfoniczne
  - Kawkazskije eskizy op. 10, (1894)
  - Iwierija op. 42, (1896)
  - Tiurkskije fragmienty op. 62 (1930)
- I symfonia e-moll op. 46 (1908)
- II symfonia Kardis (1935)
- Yar-khmel, uwertura, op. 1 (1882)
- Kwartet fortepianowy op.9 (1893)
- Kwartet smyczkowy a-moll op. 13 (1894)
- Romanticzeskaja bałłada na skrzypce i fortepian, op. 20 (1928)
- Scherzo symfoniczne op. 2 (1881)
- poematy symfoniczne
  - 1917 god (ok. 1919)
  - Mcyri op.54 (1929)
  - Rapsodia armeńska op. 48 (1895)
  - Tiurkskij marsz op. 55 (1925)
  - Iz piesien Ossiana op. 56 (1925)
  - Epizod iz żyzni Szuberta op. 61 (1931)
  - Jubilejnyj marsz op. 67 (1931)